# Paszków (województwo dolnośląskie)
Paszków – wieś w Polsce położona w województwie dolnośląskim, w powiecie kłodzkim, w gminie Bystrzyca Kłodzka. Istnieje też miejscowość o tej samej nazwie w województwie mazowieckim o kodzie pocztowym 05-830.

## Położenie
Paszków to niewielka wieś leżąca u stóp wschodniej krawędzi wierzchowiny Górach Bystrzyckich, w dolinie Duny Górnej, na wysokości około 460–540 m n.p.m.

## Podział administracyjny
W latach 1975–1998 miejscowość administracyjnie należała do województwa wałbrzyskiego.

## Historia
Paszków powstał około 1550 roku, w 1610 roku wzmiankowano tu królewskiego leśnika. W 1787 wieś liczyła 38 budynków w których mieszkało 14 zagrodników i chałupników, oraz 8 rzemieślników. W XIX wieku miejscowość znacznie rozwinęła się głównie dzięki powstaniu kolejnych kolonii. W 1825 roku Paszków liczył 125 budynków, w 1840 roku była tu szkoła katolicka i 4 młyny wodne, a wieś była bardzo rozległa. Pod koniec XIX wieku wieś zaczęła się przekształcać w letnisko, była tu gospoda odwiedzana przez turystów z Polanicy-Zdroju udających się do ruin Fortu Wilhelma. Po wybudowaniu Drogi Stanisława miejscowość znalazła się na uboczu szlaków turystycznych. Po 1945 roku Paszków pozostał wsią rolniczą, całkowicie zanikła funkcja letniskowa. Wieś znacznie wyludniła i prawie całkowicie zanikły jej przysiółki i kolonie. W 1978 roku było tu 41 gospodarstw rolnych. W 1989 roku uruchomiono tutaj elektrownię wiatrową o mocy 18 kW.

## Osoby związane z Paszkowem
- Hermann Stehr – niemiecki pisarz i poeta który w latach 1877–1899 był nauczycielem w tutejszej szkole[1].